# Ruaumoko
Ruaumoko ist in der Mythologie der Māori der jüngste von ca. 70 Söhnen des göttlichen Elternpaars Rangi und Papa, Himmelsvater und Mutter Erde. Er ist noch nicht geboren und also noch im Leib der Mutter Erde. Seine Kindsbewegungen verursachen Erdbeben.